# Сквош

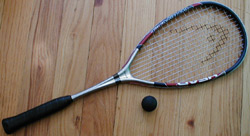
Ракетка та м'яч для гри у сквош

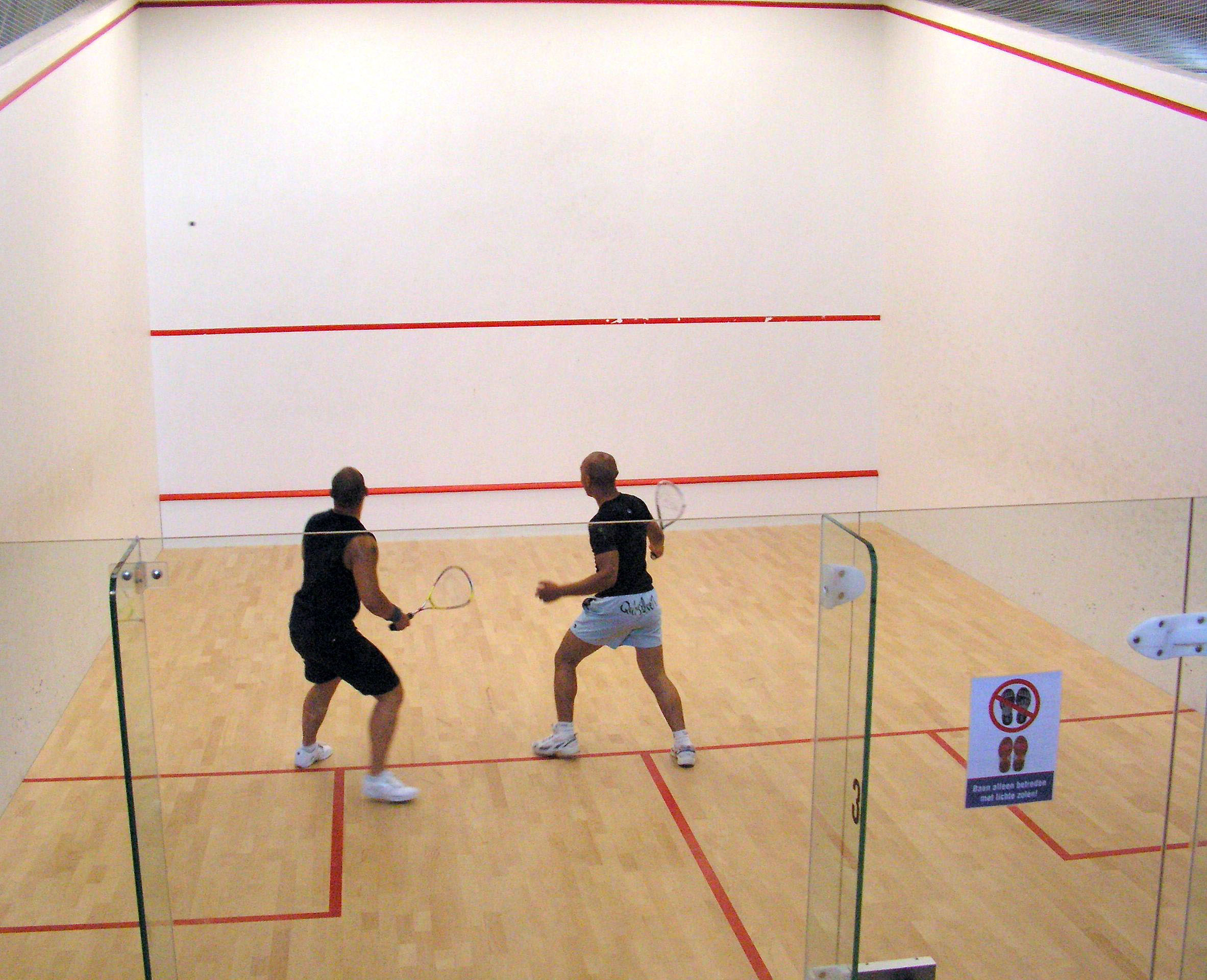
Гравці в скляному корті для гри у сквош

Сквош (англ. squash) — ігровий ракетковий вид спорту в закритому приміщенні. Назва гри пов'язана з використанням у ній відносно м'якого порожнистого м'яча діаметром близько 40 мм, а її прабатьком вважається гра в ракетки (rackets або racquets — американський варіант назви), у якій, на відміну від сквошу, використовують досить жорсткий м'яч. Гра (одинарна — два гравці; або парна — чотири), ведеться спеціальними ракетками на оточеному з чотирьох сторін стінами корті.

## Історія гри
Спочатку гра називалася сквош-ракетки — через використання м'якого (англ. squashable — «здатний до зминання») м'яча, на відміну від твердого м'яча, який використовують у грі в теніс. Сквош розвинувся з п'яти різних ігор, де застосовувалися ракетки, рукавички та м'ячі. Його коріння йде до початку XVI століття. Ще у Франції епохи Відродження діти розважалися, відбиваючи ракеткою м'яч від стін у вузьких провулках. У схожу гру грали в релігійних установах, наприклад, у французьких монастирях. Ченці використали ребристі рукавички, щоб ударяти м'ячі об рибальську сітку, натягнуту впоперек двору монастиря. Так з'явилися перші ракетки, які використовують у сквоші та тенісі. Потім, майже через сторіччя, теніс поширився і в інші країни Європи. Наступною стадією розвитку сквошу була його поява в Англії, в борговій в'язниці Фліт Прізон. Як і для тенісу, для сквошу необхідні ракетки і м'ячі, але замість того, щоб перекидати м'яч через сітку, як в тенісі, гравці били по жорсткому м'ячу, який відскакував від стін. Такі ігри ставали дедалі популярніші в різних навчальних закладах, особливо в англійській школі Гарроуз. Перші корти, побудовані в цій школі, були дуже небезпечними, оскільки розташовувалися поряд із водостоком, колонами, димоходами і поруччями. Проте скоро були побудовані чотири корти у дворі. М'ячі робили з гуми. Щоб на невеличкій території було легше розміститися, учні вкорочували руків'я ракеток. До початку XX століття гра сквош стала популярною в різних школах, клубах і навіть на приватних кортах, але розміри кортів встановлені не були. А в 1907 р. Асоціація Tennis, Rackets & Fives зібрала засідання комітету, присвячене встановленню стандартів сквошу. Так із трьох видів спорту виник один, під назвою сквош. Лише у 1923 р. Королівський клуб автомобілістів знову зібрався для обговорення правил, і ще 5 років опісля була створена Асоціація сквошу, яка відповідала за стандарти сквошу у Великій Британії. Гра набула поширення в Америці та Канаді, а потім і в усьому світі. У 1930-і королем кортів був Ф. Д. Амр Бей з Єгипту. У 1980-ті — 1990-і рекорд встановили два пакистанських гравця: Джахангір Хан десять разів поспіль виграв відкритий чемпіонат Великої Британії, а Джаншер Хан вісім разів поспіль став першим на чемпіонаті світу.

## Корт
Міжнародний розмір корту був затверджений у 1920-х роках: 32 фути (9750 мм) в довжину і 21 фут (6400 мм) завширшки. За фронтальної стіни проходить лінія верхнього ауту (out line) на висоті 15 футів (4570 мм) від підлоги, поєднана похилими лініями ауту по обох бічних стін з лінією ауту на задній стіні, прокресленого на висоті 7 футів (2130 мм). На фронтальній стіні так само проведена лінія подачі на висоті 6 футів (1830 мм) і так званий тін (tin) або нижній аут (еквівалент сітки) заввишки 17 дюймів (430 мм), оточений бортиком заввишки 2 дюйми (50 мм). Традиційний американський корт для версії гри, поширеної в США (зараз званої hardball squash), має подібні розміри, але ширше — 6640 мм. Розмітка на підлозі і стінах відрізняється незначно від міжнародного варіанту корту, а нижній аут має висоту 15 дюймів (380 мм). Однак на сьогоднішній день hardball squash практично вимер і витіснений стандартною версією сквошу.

## Спорядження для гри
Форма стандартних ракеток для гри у сквош визначається міжнародними правилами. Традиційно їх виготовляли з листкової деревини (зазвичай дуба) з невеликою областю, затягнутої натуральними струнами. Після змін у правилах в середині 1980-х ракетки майже завжди виготовляються з композитних матеріалів або металів (графіт, кевлар, титан) із синтетичними струнами. Максимальні розміри сучасних ракеток 686 мм у довжину і 215 мм завширшки з максимальною площею головки 500 см². Максимально дозволена до 255 грамів, але зазвичай ракетка важить від 110 до 200 грамів. М'ячі для сквошу виготовляються з двох шматочків гуми, склеєних разом і утворюють сферу, відшліфованих до утворення матово-рівній поверхні. Існують види м'ячів для різних температур і атмосферних умов, а також стандартів гри: досвідченіші гравці використовують повільні м'ячі, які менші за розміром і мають менший відскок (ці повільні м'ячі схильні «вмирати» в кутах корту, що робить складнішим виконання удару у відповідь). У зв'язку з особливим складом гуми, м'яч для сквошу набуває великої стрибучості при його розігріві. Гравці розігрівають м'яч виконуючи серію ударів об стіну перед грою. Протягом гри м'яч розігрівається ще більше — гра ускладнюється і прискорюється.
Маленькі кольорові плями позначають ступінь стрибучості м'яча і, отже, стандарт гри, для якої він підходить. Офіційно відомі такі кольори, що визначають швидкість м'ячів (тобто, ступінь їх стрибучості):
- Дві жовті точки — надповільний (дуже слабкий відскок);
- Одна жовта точка — дуже повільний (слабкий відскок);
- Зелена або біла — повільний (середній відскок);
- Червона — середній (сильний відскок);
- Синя — швидкий (дуже сильний відскок).

За такого стандарту виробляються м'ячі компаніями Dunlop, Prince, Pointfore, Wilson. М'яч із двома жовтими точками, що з'явився у 2000 році, на сьогоднішній день офіційно використовують на всіх змаганнях, замінивши м'яч з одною жовтою точкою. Є ще високогірний м'яч з помаранчевою точкою, який використовують в Мехіко, Калгарі, Денвері, Йоганнесбурзі. На високогір'ях Північної Америки використовують м'яч із зеленою точкою виробництва фірми Dunlop. Інші види м'ячів:
- Dunlop «Max Blue» (призначений для новачків) на 12 % більше і на 40 % довше перебуває в повітрі, ніж м'яч із двома точками, має постійну стрибучість;
- Dunlop «Max Progress» (червоний) (для гравців, що працюють над технікою) на 6 % більше і на 20 % довше перебуває в повітрі, ніж м'яч із двома точками, має постійну стрибучість.

У зв'язку зі стрімким характером гри, гравці носять зручний спортивний одяг і стійке спортивне взуття для закритих приміщень (non-marking). На змагання чоловіки зазвичай одягнені у футболку або сорочку поло. Жінки надягають спідницю, футболку, топ або спортивну сукню. Пов'язки на голові або зап'ясті слугують для прибирання поту, особливо корисні вони у вологому кліматі. Правилами рекомендується захищати очі окулярами з полікарбонату внаслідок можливості удару ракеткою або м'ячем (його швидкість може сягати понад 200 км/год). 2004 року під час кубку Canary Wharf Squash Classic, у Джона Вайта була зафіксована швидкість м'яча 270 км/год.
У багатьох місцях проведення зустрічей вимагають обов'язкового використання захисту для очей, тієї ж практики дотримуються деякі асоціації юніорського і парного сквошу.

## Гра та рахунок
Для визначення права першої подачі гравці кидають жереб, обертаючи ракетку. Отже, той сам вибирає подачу з лівої або правої зони подачі (service box). При правильній подачі одна нога подаючого повинна бути в зоні подачі і м'яч після удару ракетки повинен відскочити від фронтальної стіни між лінією подачі (service line) і лінією ауту (out line) і приземлитися в протилежній задньої чверті корту, якщо тільки його не відбив з льоту приймаючий гравець.
Приймаючий подачу гравець відбиває м'яч до фронтальної стіни. М'яч може бути відбитий на льоту (такий удар називають volley) або між його першим і другим ударами об підлогу корту. При правильному ударі м'яч повинен досягти фронтальної стіни і вдаритися між лініями ауту (out) і звуковою панелі (tin) до свого торкання підлоги. М'яч, який потрапив у будь-яку лінію ауту або кордон звуковий панелі, на відміну від тенісу, вважається аутом. До удару об стіну фронтальну м'яч будь-яку кількість разів може битися в будь-яку з трьох стін корту. М'ячі, ті, якими грають від бічних або задніх стін, називають боусти (boast або angle).
Розіграш триває до того моменту, поки один із гравців має можливість відбити м'яч супернику або не робить помилки (вибиває в аут, дозволяє м'ячу двічі вдаритися об підлогу, потрапляє в тін тощо) або суддя не оголошує лет (let) або строук (stroke) за перешкоду грі.
За традиційної британської системи рахунку, що існує з 1926 року, очки зараховуються тільки подаючому гравцеві. Якщо приймаючий гравець виграє розіграш, то це дає йому тільки право наступної подачі. Зазвичай гейми розігруються до 9 очок, а за рахунку 8-8 приймаючий може вибрати гру до 9 або 10 очок. На змаганнях зазвичай грають до трьох перемог, але не більше п'яти геймів (best-of-five).
Американська система рахунку (іноді звана PARS) дає очко гравцеві, який виграв розіграш незалежно від того, хто подавав. Традиційно, за системою PARS гра йде до 15 очок (за рахунку 14-14, гравець, що приймає може вибрати гру до 15 або 17 очок). Але з 2004 року для професійної гри рахунок ведеться до 11 очок (за рахунку 10-10 гравець повинен виграти два очка поспіль). Сьогодні систему PARS використовують на чоловічих професійних змаганнях, а висота звукової панелі зменшена на два дюйми, в надії скоротити тривалість розіграшів, а, отже, і матчу. Однак, на жіночих професійних турнірах досі використовують оригінальну англійську систему рахунку до 9 очок і висота звукової панелі залишилася без змін.
На міжнародних іграх, клубних і парних зустрічах зазвичай використовують традиційну британську систему ведення рахунку. Правила гри та рахунки можуть бути незначно змінені для скорочення часу гри (наприклад, ігри йдуть до 7 очок, до двох перемог із трьох геймів) або збільшення кількості зайнятих гравців (наприклад, так звана форма сквошу на корті в три чверті, де одна зона подачі заблокована і в ній чекає своєї черги один гравець, у той час як два інших гравця розігрують очко в решти корту). Британська система рахунку переважно використовують на матчах USSRA (United States Squash Racquets Association).

## Стратегія і тактика
Фундаментальна стратегія гри полягає в тому, щоб відбити м'яч уздовж бічних стін в один із задніх кутів корту. Такий удар називають прямий драйв (drive). Після свого удару гравець повинен переміститися в центр корту в так звану позицію «Т» для того, щоб мати можливість взяти будь-який удар суперника. Атака м'яким укороченим ударом (short) у фронтальні кути змушує суперника виконати більший шлях кортом для відповідного удару і може призвести до негайної перемоги. Крос (удар під кутом) використовують для обману і для збільшення шляху до м'яча для суперника.
Дуже досвідчені гравці намагаються якомога частіше закінчувати розіграш, потрапляючи м'ячем у кути фронтальної стіни або в область, де бічні стіни перетинаються з підлогою, що називається нік (nick). Якщо нік виконаний правильно, то м'яч покотиться підлогою і не буде абсолютно ніякої можливості його відбити. Однак, якщо м'яч не потрапляє в нік, то він може просто відскочити від бічної стіни і дати суперникові легку можливість атакувати.
Ключовою стратегією у сквош є домінування в області «Т» (область перетину червоних ліній близько до центру корту, в якій гравець отримує найвигіднішу позицію для прийому чергового удару суперника). Досвідчені гравці після свого удару повертаються на «Т» і готуються до прийому у відповідь. З цієї позиції гравець має можливість швидко досягти будь-якої частини корту та відбити м'яч, виконуючи мінімум пересувань.
Розіграші між досвідченими гравцями можуть містити 30 і більше ударів, тому гра вимагає найвищої підготовки на силу і на витривалість. Чим досвідченішими стають гравці, і зокрема, краще виконають удари, тим більше гра стає «війною на виснаження».
Майже всі гравці (досвідчені й не дуже) потрапляють у такі категорії за стилем гри:
- «Захисник» (retriever) — зазвичай, дуже сильний гравець, який грає терпляче і приймає всі удари супротивника, але не ведучий сильної атакувальної гри.
- «Атакувальний гравець» (shooter) — так само може бути терплячим, але легше вибиває переможні м'ячі або грає «ніки». Має дуже хорошу точність удару та уміння обдурити суперника.
- «Силовий гравець» (power player) — намагається побороти суперника дуже швидкими м'ячами. За ним не помічено ні витривалості, ні терпіння.
- «Універсальний гравець» (all-around player) — однаково добре грає у всіх попередніх стилях гри, відчуває себе комфортно в усіх областях корту.

Для виведення суперника з балансу важливе вміння змінювати напрямок м'яча в останній момент. Гравці екстра-класу можуть передбачати удар суперника на кілька десятих часток секунди швидше середнього гравця, що дає їм шанс швидшої реакції. Це властивість набувається з великою практикою тренувань та ігор.

## Перешкоди руху або удару
Зіткнення або перешкода руху або удару — це неминучі аспекти швидкісної гри в замкнунему просторі. Правила гри забезпечують гравцеві право доступу до м'яча для удару і можливість замаху, а також безперешкодного удару в будь-яку область фронтальної стіни. У разі перешкоди грі, гравець може заявити лет (let) і суддя (або за його відсутності самі гравці) оцінює характер зіткнення. Суддя може призначити лет і тоді гравців переграють очко, або присудити строук (stroke) (тобто очко або перехід права подачі) гравцеві, що звернувся, залежно від характеру перешкоди і того, чи міг, на думку судді, гравець виконати удар, якщо б йому не завадили.
Якщо не зрозуміло, чи була перешкода або вона була незначна, правила зобов'язують відхилити лет в інтересах безперервності гри і припинення неправдивих апеляцій. Через суб'єктивності в оцінці причин і сили перешкод, ймовірності обох видів рішень судді практично рівні.
Коли м'яч потрапляє в суперника до удару об фронтальну стіну, то це так само вважається перешкодою. Якщо м'яч летів у напрямку до бічної стіни в момент удару об суперника, то зазвичай зараховують лет. Однак, у випадку якщо м'яч летів прямо в передню стіну, гравцеві, що бив по м'ячу зараховують лет.

## Розвиток сквошу
У світі співіснує кілька варіантів гри у сквош. В американському «Хардбол» гра ведеться набагато жорсткішим м'ячем на кортах іншого розміру. У той час як одиночні гри в Хардбол, вже непопулярні навіть у Північній Америці (на відміну від «міжнародної» версії гри), парні ігри в Хардбол проводять все ще досить активно. Існує парна версія сквошу: грають стандартним м'ячем, іноді на ширшому корті. Так само існує схожа на теніс гра — «сквош-теніс» (squash tennis).
Менші за розміром корти для сквошу і м'ячі з меншим відскоком ускладнюють процес виграшу очок, на відміну від свого молодшого американського побратима «ракетболу» (racquetball). На відміну від ракетболу м'яч повинен потрапити вище «тіна» і не може бути легко «погашений». У результаті, розіграші зазвичай тривають довше, ніж у ракетболі.
Гра повністю змінилася після винаходу скляної задньої стіни, яка дозволила набагато більшій кількості глядачів спостерігати матчі. Суцільна скляна стіна, була розроблена для повністю прозорих кортів — надалі 'Золота рибка'.
Більшість гравців у сквош надають перевагу партнерам порівнянних фізично, розумово і технічно, бо навіть невеличка різниця приведе до переважної перевазі у матчі. На сьогоднішній день не існує будь-якого міжнародного стандарту оцінки рівня гравців. Існує тільки поділ на професійних і непрофесійних гравців.
Сквош дає відмінне навантаження на серцево-судинну систему. За годину гри у сквош гравець витрачає від 700 до 1000 кілокалорій (3000-4000 кДж). Це істотно більше, ніж в інших видах спорту і на 70 % більше, ніж у тенісі або ракетболі. Навантаження припадає на верхню і нижню частини тіла — ноги використовують для руху кортом, а руки і торс для замаху ракеткою. Але деякі дослідження показали, що сквош може бути причиною серцевої аритмії і вважається не найкращою формою фізичного навантаження для людей похилого віку з хворобами серця. Сьогодні корти для сквошу існують у 148 країнах світу від Аргентини до Замбії.
Зараз Всесвітня федерація сквошу проводить кампанію щодо внесення цього спорту до програми Олімпійських ігор. Про це заявляє директор Всесвітньої федерації сквошу (WSF) Ендрю Шеллі (Andrew Shelley).

## Гравці та рекорди
The (British) Squash Rackets Association провела свій перший відкритий чемпіонат із чоловічого сквошу British Open у грудні 1930 року за «кубковою» системою: Charles Read був визнаним чемпіоном, але в домашньому і гостьовому матчах був розбитий гравцем на ім'я Don Butcher, який став чемпіоном 1931-го року. Чемпіонат триває і понині, але проводиться за «олімпійською» системою починаючи з 1947 року.
Починаючи з заснування British Open, в ньому домінували одні й ті ж гравці: FD Amr Bey (Єгипет) в 1930-х; Mahmoud Karim (Єгипет) 1940-х; брати Hashim Khan і Azam Khan (Пакистан) 1950-х і 1960-х; Jonah Barrington (Велика Британія та Ірландія) і Geoff Hunt (Австралія) 1960-х і 1970-х; Jahangir Khan (Пакистан) 1980-х; Jansher Khan (Пакистан) 1990-х.
Жіночий чемпіонат стартував у 1921 році і так само його фаворитами був обмежене коло дам: Joyce Cave і Nancy Cave (Англія) у 1920-x; Margot Lumb (Англія) 1930-x; Janet Morgan (Англія) 1950-x; Heather McKay (Австралія) 1960-x і 1970-x; Vicki Cardwell (Австралія) і Susan Devoy (Нова Зеландія) 1980-x; Michelle Martin (Австралія) 1990-x; Sarah Fitz-Gerald (Австралія) 1990-x і 2000-x.
Heather McKay з її великим зростом і абсолютним домінуванням в грі (вона залишалася непереможною протягом всієї своєї 18-річної кар'єри в 60-70-х) безперечно найвидатніша жінка-гравець всіх часів. Серед чоловіків більшість сучасних експертів віддають абсолютну першість гравцеві Jahangir Khan (1980-ті роки) або його далекому родичу Jansher Khan (1990-і роки). Інші достойні претенденти: Jonah Barrington, Geoff Hunt і Hashim Khan.
Через свою довшу історію British Open багатьма вважається престижнішим, ніж World Open, який стартував лише в середині 1970-х. Однак, організатори кубка намагаються залучити найкращих гравців за допомогою грошей. 2005 року загальний (жіночий і чоловічий) призовий фонд British Open склав 71 000 $, у порівнянні з ним World Open пропонував призи на суму 270 000 $.
Hashim Khan відкрив доблесну династію великих пакистанських чемпіонів сквошу, яку продовжили Jahangir Khan і Jansher Khan. Jahangir, будучи на сьогоднішній день президентом Всесвітньої Федерації сквошу (WSF), десять разів перемагав у British Open і вісім разів на World Open. Jansher отримав свій перший титул у 1989 році, перемігши в чемпіонаті World Open.
Минула сота ракетка світу Alby King (Нова Зеландія) заявив, що у сквоші «цілком реальні шанси» бути вписаним до списку олімпійських видів спорту до ігор 2016 року.
Сквошисткою номер 1 в Україні є Усенко Надія Олексіївна, яка у світовому рейтингу станом на березень 2021 року посідає 99 місце.